# Yaquelin Estornell
Yaquelin Estornell Elastique  (ur. 25 kwietnia 1984) – kubańska zapaśniczka. Zajęła trzynaste miejsce na mistrzostwach świata w 2013. Wicemistrzyni igrzysk panamerykańskich w 2015, siódma w 2019. Zdobyła sześć medali na mistrzostwach panamerykańskich, złoty w 2013 i 2018. Wicemistrzyni igrzysk Ameryki Środkowej i Karaibów w 2014 i 2018 roku.